# Списак супруга енглеских краљева
Следи списак енглеских краљица од 1013. до 1707. године. 

## Династија Книтлинга, 1013–1014
| Слика | Име           | Отац | Рођење | Брак | Постала краљица   | Крунисање | Престала да влада | Смрт | Супружник         |
| ----- | ------------- | ---- | ------ | ---- | ----------------- | --------- | ----------------- | ---- | ----------------- |
|       | Сигрида Горда |      |        | 996. | 25. децембар 1013 | -         | 3. фебруар 1014   |      | Свен I Рашљобради |

## Династија Весекс, 1014–1016
| Слика | Име               | Отац                   | Рођење   | Брак  | Постала краљица  | Крунисање | Престала да влада  | Смрт          | Супружник         |
| ----- | ----------------- | ---------------------- | -------- | ----- | ---------------- | --------- | ------------------ | ------------- | ----------------- |
|       | Ема од Нормандије | Ричард I од Нормандије | око 985. | 1002. | 3. фебруар 1014. | -         | 23. април 1016.    | 6. март 1052. | Етелред Неспремни |
|       | Елдгита           | -                      |          | 1015. | 23. април 1016.  | -         | 30. ноцембар 1016. |               | Едмунд II         |

## Династија Книтлинга, 1016–1042
| Слика | Име              | Отац                  | Рођење   | Брак      | Постала краљица | Крунисање | Престала да влада  | Смрт         | Супружник   |
| ----- | ---------------- | --------------------- | -------- | --------- | --------------- | --------- | ------------------ | ------------ | ----------- |
|       | Ема Нормандијска | Ричард I Нормандијски | око 985. | јул 1017. | јул 1017.       | -         | 12. новембар 1035. | 6. март 1052 | Кнут Велики |

## Династија Весекс, 1042–1066
| Слика | Име              | Отац              | Рођење    | Брак         | Постала краљица | Крунисање   | Престала да влада | Смрт               | Супружник         |
| ----- | ---------------- | ----------------- | --------- | ------------ | --------------- | ----------- | ----------------- | ------------------ | ----------------- |
|       | Едита од Весекса | Годвин од Весекса | 1029.     | 1045.        | 1045.           | некрунисана | 4. јануар 1066.   | 19. децембар 1075. | Едвард Исповедник |
|       | Едита од Мерсије | Елфгар од Мерсије | око 1057. | јануар 1066. | јануар 1066.    | некрунисана | 14. октобар 1066. | 1066.              | Харолд II         |

## Нормани, 1066–1135, & 1141
| Слика | Име                   | Отац                  | Рођење           | Брак               | Постала краљица    | Крунисање             | Престала да влада | Смрт               | Супружник           |
| ----- | --------------------- | --------------------- | ---------------- | ------------------ | ------------------ | --------------------- | ----------------- | ------------------ | ------------------- |
|       | Матилда Фландријска   | Балдуин V Фландријски | око 1031.        | 1053.              | 25. децембар 1066. | 11. мај 1068.         | 2. новембар 1083. | 2. новембар 1083.  | Вилијам I Освајач   |
|       | Матилда Шкотска       | Малколм III Шкотски   | око 1080.        | 11. новембар 1100. | 11. новембар 1100. | 11 (?) новембар 1100. | 1. мај 1118.      | 1. мај 1118.       | Хенри I             |
|       | Аделиза од Лувена     | Готфрид I Лувен       | око 1103.        | 24. јануар 1121.   | 24. јануар 1121.   | 30. јануар 1121.      | 1. децембар 1135. | 23. април 1151.    | Хенри I             |
|       | Готфрид V Плантагенет | Фулк I Јерусалимски   | 24. август 1113. | 1128.              | 7. април 1141.     | -                     | 1. новембар 1141. | 7. септембар 1151. | Матилда од Енглеске |

## Династија Блоа, 1135–1154
| Слика | Име               | Отац                   | Рођење    | Брак  | Постала краљица    | Крунисање      | Престала да влада | Смрт         | Супружник          |
| ----- | ----------------- | ---------------------- | --------- | ----- | ------------------ | -------------- | ----------------- | ------------ | ------------------ |
|       | Матилда од Булоња | Еустасије III Бујонски | око 1105. | 1125. | 22. децембар 1135. | 22. март 1136. | 3. мај 1152.      | 3. мај 1152. | Стивен од Енглеске |

## Династија Плантагенет, 1154–1485
| Слика | Грб | Име                    | Отац                                 | Рођење               | Брак                              | Постала краљица                   | Крунисање          | Престала да влада        | Смрт                | Супружник              |
| ----- | --- | ---------------------- | ------------------------------------ | -------------------- | --------------------------------- | --------------------------------- | ------------------ | ------------------------ | ------------------- | ---------------------- |
|       |     | Елеонора од Аквитаније | Вилијам X Аквитански                 | око 1122.            | 18. мај 1152.                     | 25. октобар 1154.                 | 19. децембар 1154. | 6. јул 1189.             | 1. април 1204.      | Хенри II Плантагенет   |
|       |     | Маргарета Француска    | Луј VII                              | 1157.                | 1162.                             | 1170.                             | 27. август 1172.   | 11. јун 1183.            | 1197.               | Henri Mladi Kralj      |
|       |     | Беренгарија од Наваре  | Санчо VI од Наваре                   | Између 1165. и 1170. | 12. мај 1191.                     | 12. мај 1191.                     | 12. мај 1191.      | 6. април 1199.           | 23. децембар 1230.  | Ричард Лавље Срце      |
|       |     | Изабела Анголемеска    | Ејмер Анголемески                    | око 1187.            | 24. август 1200.                  | 24. август 1200.                  | 8. октобар 1200.   | 18. or 19. октобар 1216. | 31. мај 1246.       | Јован без Земље        |
|       |     | Елеонора од Провансе   | Ремон IV од Провансе                 | око 1223.            | 14. јануар 1236.                  | 14. јануар 1236.                  | 20. јануар 1236.   | 16. новембар 1272.       | 24. јун 1291.       | Хенри III Плантагенет  |
|       |     | Елеонора од Кастиље    | Фердинанд III од Кастиље             | 1241.                | 1. новембар 1254.                 | 16. новембар 1272.                | 19. август 1274.   | 28. новембар 1290.       | 28. новембар 1290.  | Едвард I Плантагенет   |
|       |     | Маргарета Француска    | Филип III Француски                  | 1282.                | 8. или 10. септембар 1299.        | 8. или 10. септембар 1299.        | некрунисана        | 7. јул 1307.             | 14. фебруар 1317.   | Едвард I Плантагенет   |
|       |     | Изабела Француска      | Филип IV Француски                   | између 1288. и 1296. | 25. јануар 1308.                  | 25. јануар 1308.                  | 25. фебруар 1308.  | 20. јануар 1327.         | 22. август 1358.    | Едвард II Плантагенет  |
|       |     | Филипа од Еноа         | Вилијам I од Еноа                    | 24. јун 1314.        | 24. јануар 1328.                  | 24. јануар 1328.                  | 18. фебруар 1330.  | 15. август 1369.         | 15. август 1369.    | Едвард III Плантагенет |
|       |     | Ана Чешка              | Карло IV, цар Светог римског царства | 11. мај 1366.        | 20. јануар 1382.                  | 20. јануар 1382.                  | 22. јануар 1382.   | 7. јун 1394.             | 7. јун 1394.        | Ричард II Плантагенет  |
|       |     | Изабела од Валоа       | Шарл VI Луди                         | 9. новембар 1387.    | 31. октобар или 1. новембар 1396. | 31. октобар или 1. новембар 1396. | 8. јануар 1397.    | 30. септембар 1399.      | 13. септембар 1409. | Ричард II Плантагенет  |

### Династија Ланкастер, 1399–1461, 1470–1471
| Слика | Грб | Име                | Отац                      | Рођење            | Брак             | Постала краљица  | Крунисање         | Престала да влада | Смрт             | Супружник          |
| ----- | --- | ------------------ | ------------------------- | ----------------- | ---------------- | ---------------- | ----------------- | ----------------- | ---------------- | ------------------ |
|       |     | Жана од Наваре     | Чарлс II од Наваре        | око 1370.         | 7. фебруар 1403. | 7. фебруар 1403. | 26. фебруар 1403. | 20. март 1413.    | 10. јун 1437.    | Хенри IV Ланкастер |
|       |     | Катарина од Валоа  | Карло VI (краљ Француске) | 27. октобар 1401. | 2. јун 1420.     | 2. јун 1420.     | 23. фебруар 1421. | 31. август 1422.  | 3. јануар 1437.  | Хенри V Ланкастер  |
|       |     | Маргарета Анжујска | Рене Анжујски             | 23. март 1430.    | 23. април 1445.  | 23. април 1445.  | 30. мај 1445.     | 21. мај 1471.     | 25. август 1482. | Хенри VI Ланкастер |

### Династија Јорк, 1461–1470, 1471–1485
| Слика | Грб | Име              | Отац          | Рођење        | Брак          | Постала краљица | Крунисање     | Престала да влада | Смрт           | Супружник       |
| ----- | --- | ---------------- | ------------- | ------------- | ------------- | --------------- | ------------- | ----------------- | -------------- | --------------- |
|       |     | Елизабета Вудвил | Ричард Вудвил | 1437.         | 1. мај 1464.  | 1. мај 1464.    | 26. мај 1465. | 9. април 1483.    | 8. јун 1492.   | Едвард IV Јорк  |
|       |     | Ана Невил        | Ричард Невил  | 11. јун 1456. | 12. јул 1472. | 26. јун 1483    | 6. јул 1483.  | 16. март 1485.    | 16. март 1485. | Ричард III Јорк |

## Династија Тјудор, 1485–1603
| Слика | Грб | Име                | Отац                   | Рођење               | Брак             | Постала краљица  | Крунисање          | Престала да влада  | Смрт                    | Супружник         |
| ----- | --- | ------------------ | ---------------------- | -------------------- | ---------------- | ---------------- | ------------------ | ------------------ | ----------------------- | ----------------- |
|       |     | Елизабета од Јорка | Едвард IV Јорк         | 11. фебруар 1466.    | 18. јануар 1486. | 18. јануар 1486. | 25. новембар 1487. | 11. фебруар 1503.  | 11. фебруар 1503.       | Хенри VII Тјудор  |
|       |     | Катарина Арагонска | Фердинанд II Арагонски | 16. децембар 1485.   | 11. јун 1509.    | 11. јун 1509.    | 24. јун 1509.      | 23. мај 1533.      | 7. јануар 1536.         | Хенри VIII Тјудор |
|       |     | Ана Болен          | Томас Болен            | између 1501. и 1507. | 28. мај 1533.    | 28. мај 1533.    | 1. јун 1533.       | 17. мај 1536.      | 19. мај 1536. погубљена | Хенри VIII Тјудор |
|       |     | Џејн Симор         | Џон Симор              | између 1507. и 1509. | 30. мај 1536.    | 30. мај 1536.    | некрунисана        | 24. октобар 1537.  | 24. октобар 1537.       | Хенри VIII Тјудор |
|       |     | Ана Клевска        | Јохан III од Клева     | 22. септембар 1515.  | 6. јануар 1540.  | 6. јануар 1540.  | некрунисана        | 9. јул 1540.       | 16. јул 1557.           | Хенри VIII Тјудор |
|       |     | Катарина Хауард    | Едмунд Хауард          | између 1520. и 1525. | 28. јул 1540.    | 28. јул 1540.    | некрунисана        | 23. новембар 1541. | 13. фебруар 1542.       | Хенри VIII Тјудор |
|       |     | Катарина Пар       | Томас Пар              | 1512.                | 12. јул 1543.    | 12. јул 1543.    | некрунисана        | 28. јануар 1547.   | 5. септембар 1548.      | Хенри VIII Тјудор |

### Оспорена власт краљице
| Слика | Грб | Име           | Отац      | Рођење    | Брак          | Постала краљица | Крунисање   | Престала да влада | Смрт              | Супружник |
| ----- | --- | ------------- | --------- | --------- | ------------- | --------------- | ----------- | ----------------- | ----------------- | --------- |
|       |     | Гилфорд Дадли | Џон Дадли | око 1535. | 15. мај 1553. | 10. јул 1553.   | некрунисана | 19. јул 1553.     | 12. фебруар 1554. | Џејн Греј |

## Династија Стјуарт, 1603–1707
| Слика | Грб | Име                           | Отац                   | Рођење             | Брак                        | Постала краљица             | Крунисање       | Престала да влада  | Смрт                | Супружник               |
| ----- | --- | ----------------------------- | ---------------------- | ------------------ | --------------------------- | --------------------------- | --------------- | ------------------ | ------------------- | ----------------------- |
|       |     | Ана од Данске                 | Фридрих II од Данске   | 12. децембар 1574. | 23. новембар 1589.          | 24. март 1603.              | 25. јул 1603.   | 4. март 1619.      | 4. март 1619.       | Џејмс I Стјуарт         |
|       |     | Хенријета Марија од Француске | Анри IV                | 25. новембар 1609. | 11. мај 1625. 13. јун 1625. | 11. мај 1625. 13. јун 1625. | некрунисана     | 30. јануар 1649.   | 10. септембар 1669. | Чарлс I Стјуарт         |
|       |     | Катарина од Брагансе          | Жоао IV од Португалије | 25. новембар 1638. | 21. мај 1662.               | 21. мај 1662.               | некрунисана     | 6. фебруар 1685.   | 30. новембар 1705.  | Чарлс II Стјуарт        |
|       |     | Марија Моденска               | Алфонс IV од Модене    | 5. октобар 1658.   | 30. септебар 1673.          | 6. фебруар 1685.            | 23. април 1685. | 11. децембар 1688. | 7. мај 1718.        | Џејмс II Стјуарт        |
|       |     | Џорџ од Данске                | Фридрих III Дански     | 2. април 1653.     | 28. јул 1683.               | 8. март 1702.               | некрунисана     | 1. мај 1707.       | 28. октобар 1708.   | Ана од Велике Британије |